# Jack Wilshere
Jack Andrew Wilshere (Stevenage, 1 de janeiro de 1992) é um treinador e ex-futebolista inglês que atuava como meio-campista. Atualmente está comandando o sub-18 do Arsenal.

## Carreira como jogador

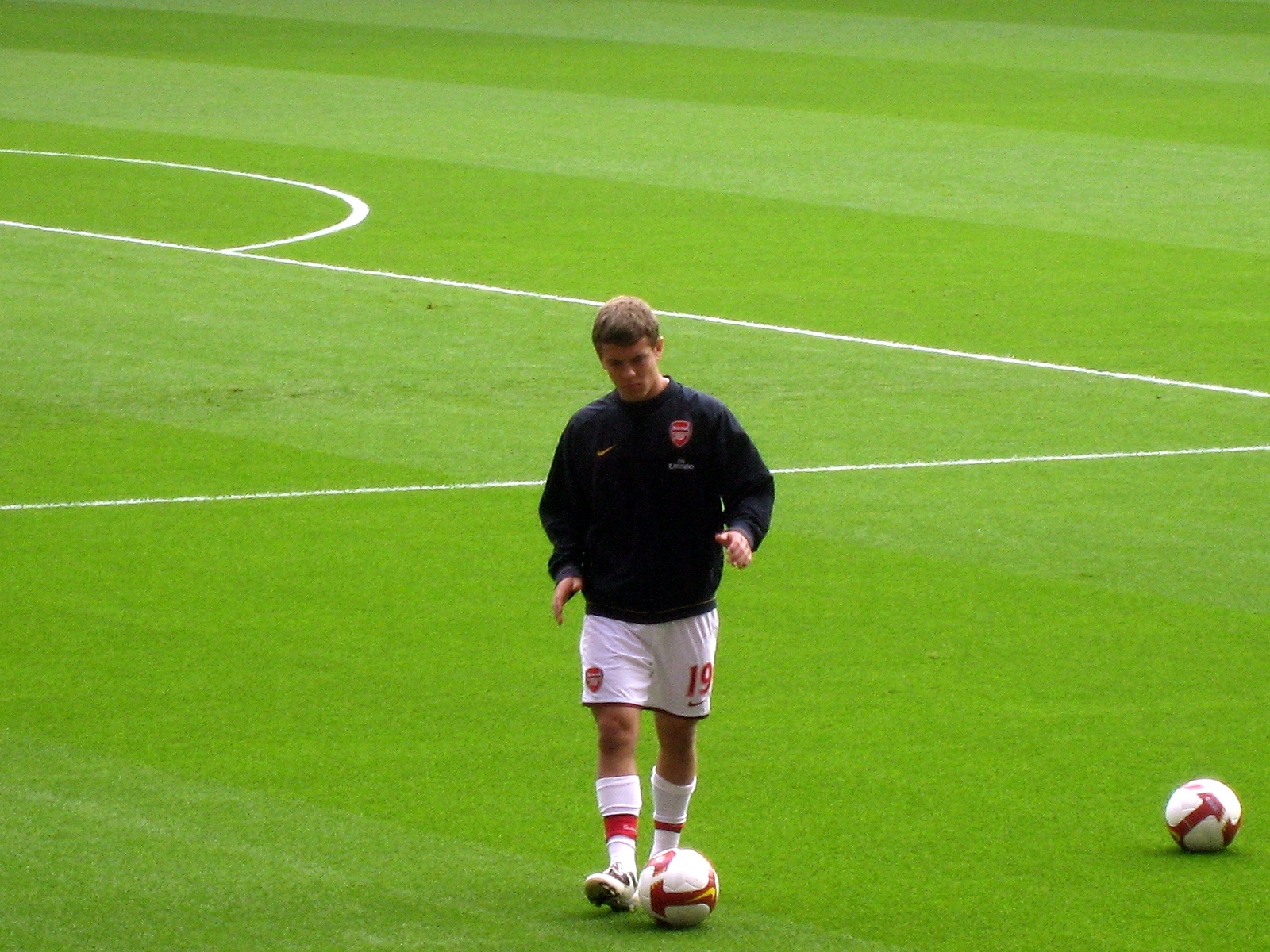
Jack Wilshere se aquecendo em um jogo contra o West Brom na temporada 2008-09

### Início
O treinador Arsène Wenger anunciou que Wilshere teria a oportunidade de jogar na equipe principal do Arsenal a partir da temporada 2008–09. Sendo assim, o inglês passou a ser o jogador mais novo do time principal, na época com apenas 16 anos.

### Arsenal

#### 2008–09
Fez sua estréia na Premier League em 13 de setembro de 2008, substituindo Robin van Persie aos 39 minutos do segundo tempo, na vitória por 4-0 sobre o Blackburn Rovers. Se tornou o mais jovem estreante do Arsenal na liga, aos 16 anos e 256 dias de idade, recorde anteriormente detido por Gerry Ward.

#### 2010–11
Em janeiro de 2010,Wilshere foi demitido do Arsenal. Retornou ao Arsenal em junho de 2010. Após este retorno, às vésperas da temporada 2010–11, e agora mais maduro profissionalmente, passou a ser muito mais utilizado pelo treinador Arsène Wenger, sendo titular durante grande maioria dos jogos e atuando como um meia-de-ligação. Em 17 de abril de 2011, já próximo ao fim da temporada, recebeu o prêmio de melhor jogador jovem da Premier League 2010–11.

#### 2011–12
A temporada seguinte, porém, não seria tão boa para Wilshere. Durante um amistoso de pré-temporada contra o New York Red Bulls, Jack sofreu uma grave lesão no tornozelo. A lesão mostrou-se mais grave do que parecia anteriormente, e o jogador teve de passar por uma cirurgia em 26 de setembro de 2011. A recuperação foi inicialmente estimada em durar cinco meses. No entanto, em 27 de janeiro de 2012, ele sofreu uma outra lesão, novamente no tornozelo, e três meses depois, em abril, sua volta foi descartada para o restante da temporada 2011–12. Assim, Wilshere estaria fora não só de vários jogos do Arsenal, como também da UEFA Euro 2012, onde era um nome certo para a Seleção Inglesa. O prejuízo para o English Team foi ainda maior, já que a lesão o deixou fora também dos Jogos Olímpicos de Londres.

#### 2012–13
Às vésperas do início da temporada 2012–13 e com a saída do então astro do time Robin van Persie, que rumou para o Manchester United, Wilshere recebeu a camisa número 10 do Arsenal.
| “ | É uma honra para mim. Este número 10 na camisa significa muito, já que é o número que usei desde as categorias de base. É um número que tem um lugar especial para todos os jogadores de ataque ou criativos. Sinto-me orgulhoso de usá-lo agora, após algumas lendas do clube terem lhe usado, como Dennis Bergkamp. Agora estou ainda mais animado para retornar à ação e honrar esta camisa. | ” |

De volta aos treinos em setembro, após um ano e dois meses de recuperação, Wilshere reestreou oficialmente numa partida da Premier League ao substituir Theo Walcott na vitória por 1–0 contra o Queens Park Rangers, no dia 27 de outubro de 2012. Esta foi sua primeira partida pelo Campeonato Inglês desde maio de 2011. No jogo seguinte, o clássico contra o Manchester United, Wilshere demonstrou já ter recuperado a confiança do treinador Arsène Wenger ao ser escalado como titular mesmo ainda retomando o ritmo de jogo. No jogo, porém, acabou expulso de campo após receber o segundo cartão amarelo. Fez um gol que deu a vitória do Arsenal sobre o Swansea City por 1 a 0 classificando o time para a próxima fase na Copa da Inglaterra.
Em 31 de agosto foi emprestado ao Bournemouth para a temporada 2016–17.
Em 19 de junho de 2018, Wilshere confirma sua saída do Arsenal após 17 anos no clube.

### West Ham
Em 09 de julho de 2018, o West Ham anunciou a contratação de Wilshere a custo zero.

### Bournemouth
Em 18 de janeiro de 2021, foi contratado sem custos pelo Bournemouth.

### Sem clube e drama
Em 1 de julho de 2021, após passagem apagada, seu contrato foi encerrado com o Bournemouth, ficando atualmente sem clube.
Deu entrevista a um site dizendo que ninguém queria contratá-lo e que vive drama com seus filhos: 
"Para falar a verdade, nunca achei que eu fosse um dia estar nessa posição (de ficar sem clube)", afirmou.
"Hoje mesmo eu estava correndo na pista e fiquei triste ao pensar que estou assim nesse ponto da minha carreira. Todos costumavam me dizer: 'Quando você tiver 28, 29 anos, você estará no seu auge'. E eu sinceramente pensei que estaria mesmo. Achei que ainda estaria defendendo a seleção inglesa e que ainda estaria em um time de ponta", finalizou.

### Aarhus da Dinamarca e aposentadoria
Sem clube há 8 meses, no dia 22 de janeiro de 2022, Wilshere assinou com o AGF Aarhus da Dinamarca.
No dia 8 de julho de 2022 anunciou a sua aposentadoria aos 30 anos .

## Carreira como treinador
Três dias após anunciar a sua aposentadoria dos gramados, no dia 11 de julho de 2022 Wilshere foi anunciado como novo Treinador do Sub-18 do Arsenal.

## Vida pessoal
Jack é pai de duas crianças: Archie Jack Wilshere, nascido dia 29 de Setembro de 2011 e Delilah Grace Wilshere, nascida dia 26 de setembro de 2013. Ambos são fruto do relacionamento entre Jack e Lauren Neal, os dois começaram a namorar em 2010 e o relacionamento acabou no final de 2013.

## Seleção Inglesa
Em janeiro de 2008, foi convocado pela primeira vez para representar a Inglaterra Sub-17. Passou por todas as seleções de base do English Team desde o Sub-16, e chamou a atenção do então treinador da seleção principal, Fabio Capello, que chegou a declarar em entrevista estar cogitando convocar o jogador para a Copa do Mundo de 2010, mas isso não aconteceu.
Após a grave lesão que o deixou de fora por mais de um ano, retornou à Seleção Inglesa ao ser convocado para um amistoso contra a Suécia.

## Títulos
Arsenal
- Premier Academy League: 2009
- FA Youth Cup: 2009
- Copa da Inglaterra: 2013–14, 2014–15
- Supercopa da Inglaterra: 2014

### Prêmios individuais
- Melhor jogador jovem do Ano na Premier League pela PFA: 2010–11[3]
- Equipe do Ano na Premier League pela PFA: 2010–11[3]